# Millepora dichotoma
Millepora dichotoma là một loài san hô trong họ Milleporidae. Loài này được Forskål mô tả khoa học năm 1775.

## Hình ảnh

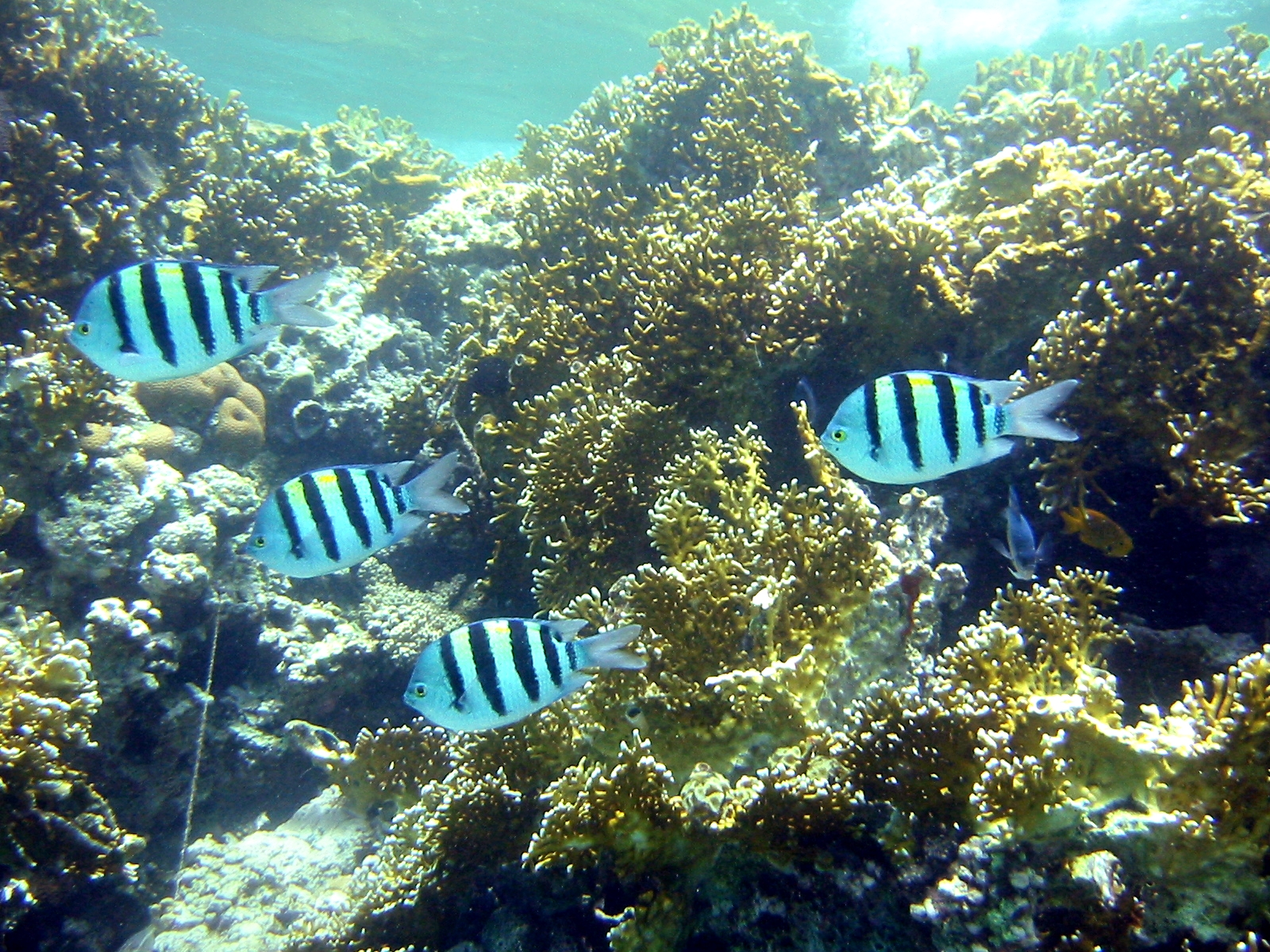
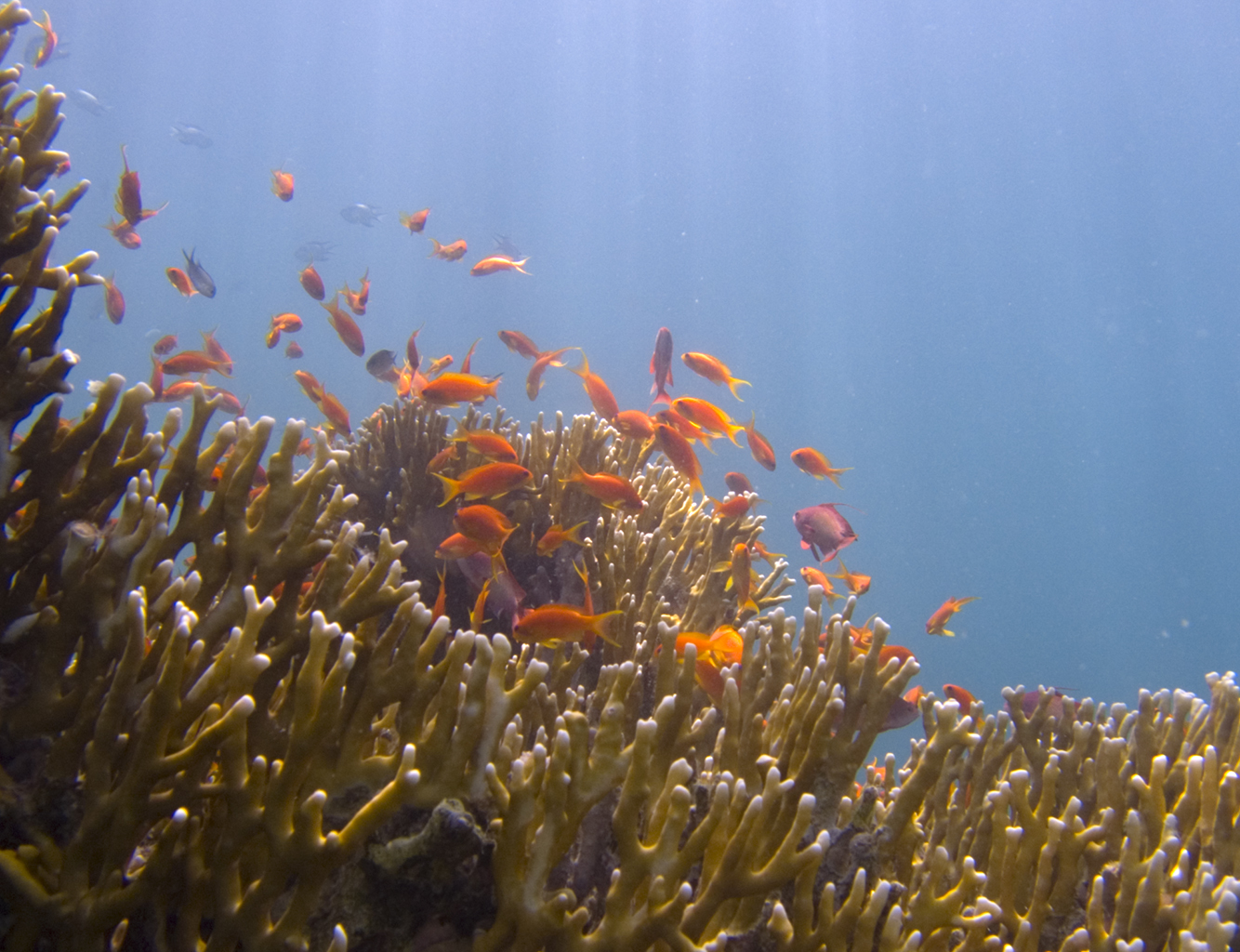
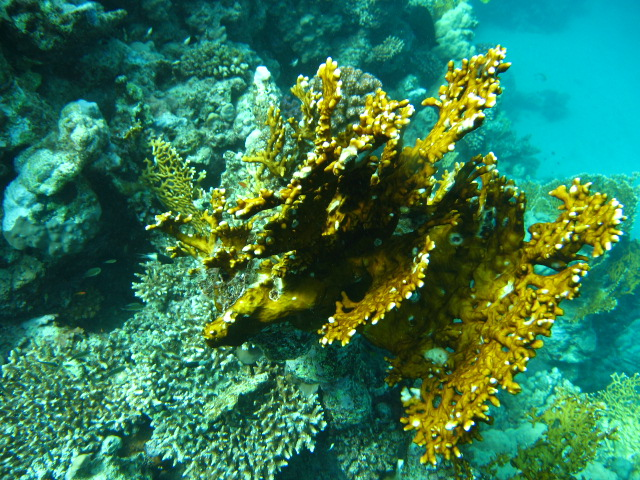
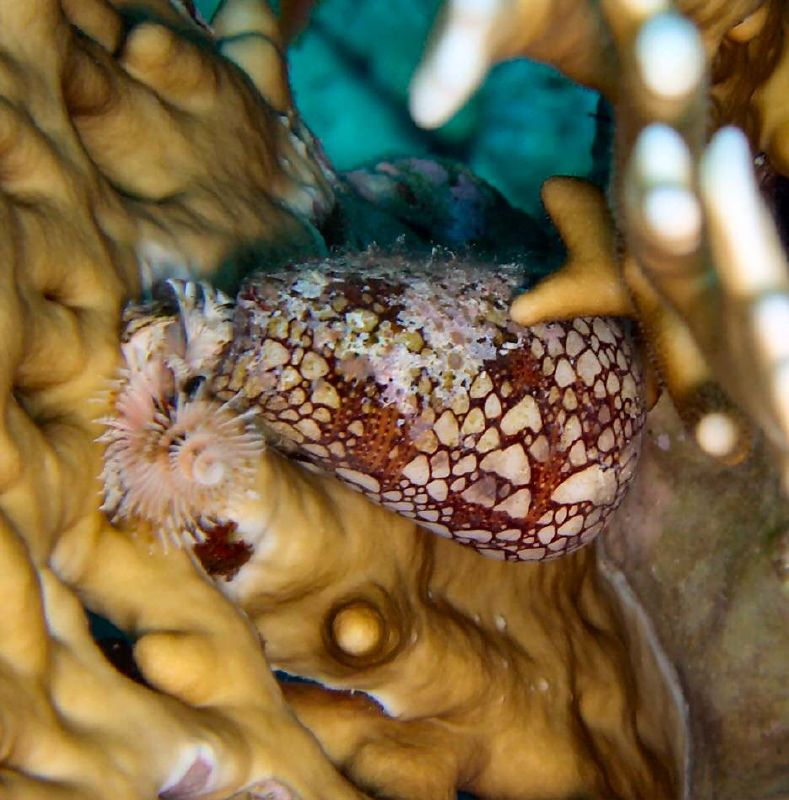